# Capalbio
Capalbio település Olaszországban, Toszkána régióban, Grosseto megyében. Lakosainak száma 3838 fő (2023. január 1.). Capalbio Manciano, Montalto di Castro és Orbetello községekkel határos.

## Népesség
A település népessége az elmúlt években az alábbi módon változott:
| Lakosok száma | 4105 | 4078 | 3838 |
|               | 2017 | 2018 | 2023 |